# Morpho verae
Morpho verae är en fjärilsart som beskrevs av Weber 1951. Morpho verae ingår i släktet Morpho och familjen praktfjärilar. Inga underarter finns listade i Catalogue of Life.